# شهرستان ترنر (داکوتای جنوبی)
شهرستان ترنر، داکوتای جنوبی (به انگلیسی: Turner County, South Dakota) یک سکونتگاه مسکونی در ایالات متحده آمریکا است که در داکوتای جنوبی واقع شده‌است.

## خصوصیات
شهرستان ترنر ۱٬۵۹۹ کیلومترمربع مساحت دارد.